# The Ivytree
The Ivytree er et enmandsprojekt af Glenn Donaldson der er kendt fra Jewelled Antler-kollektivet fra San Francisco Bay-området.
I medfør af The Ivytree komponerer Donaldson sværtkategoriserbar drone folk med psykedeliske træk der kan placeres i New Weird America-traditionen i klar slægtskab til forskellige freak folk acts.
Donaldson har som The Ivytree udgivet to albums i fuld længde: The Sun Is The Lamp i 2003 og Winged Leaves i 2004.

## Diskografi

### Albums
- Winged Leaves (2004)
- The Sun Is The Lamp (2003)

## Links
- Jewelled Antler Library
- Jewelled Antler at 3 acrefloor label website Arkiveret 4. februar 2006 hos  Wayback Machine
- Fakejazz interview
- Stamtræ for Jewelled Antler-projekter Arkiveret 17. april 2008 hos  Wayback Machine
- article & discography Arkiveret 21. december 2007 hos  Wayback Machine
- Feature i SF Weekly Arkiveret 20. februar 2012 hos  Wayback Machine
- Perfect Sound Forever feature Arkiveret 20. februar 2008 hos  Wayback Machine